# 中空糸膜

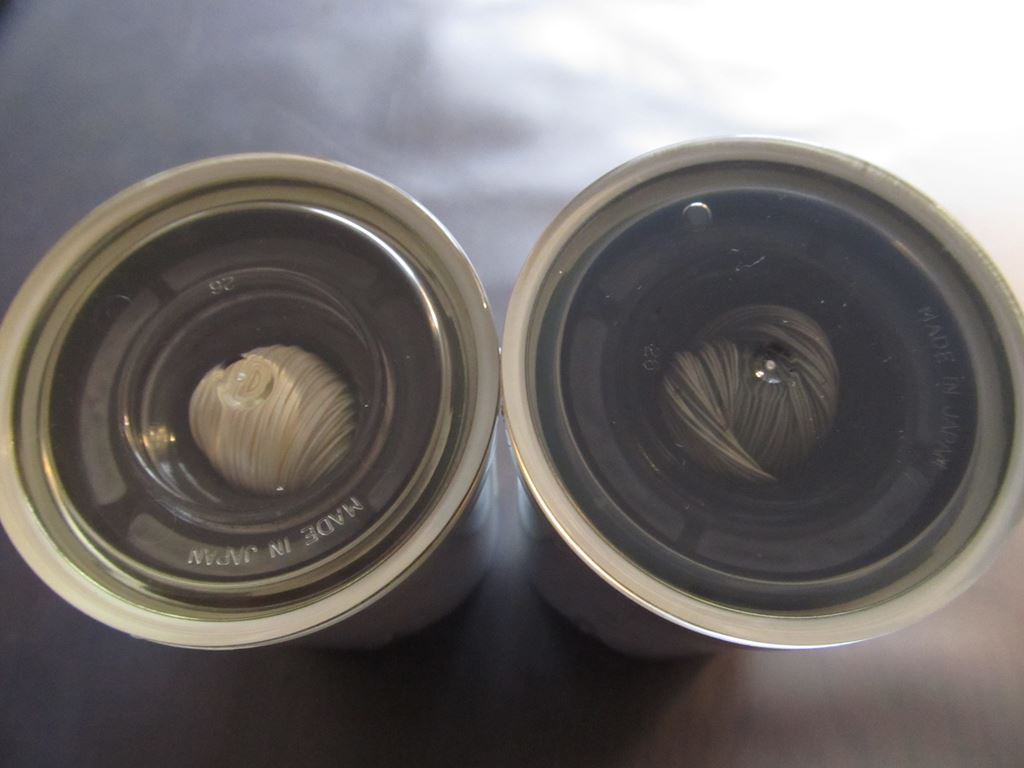
活性炭と中空糸フィルターを使用した浄水器用フィルターカートリッジ新古

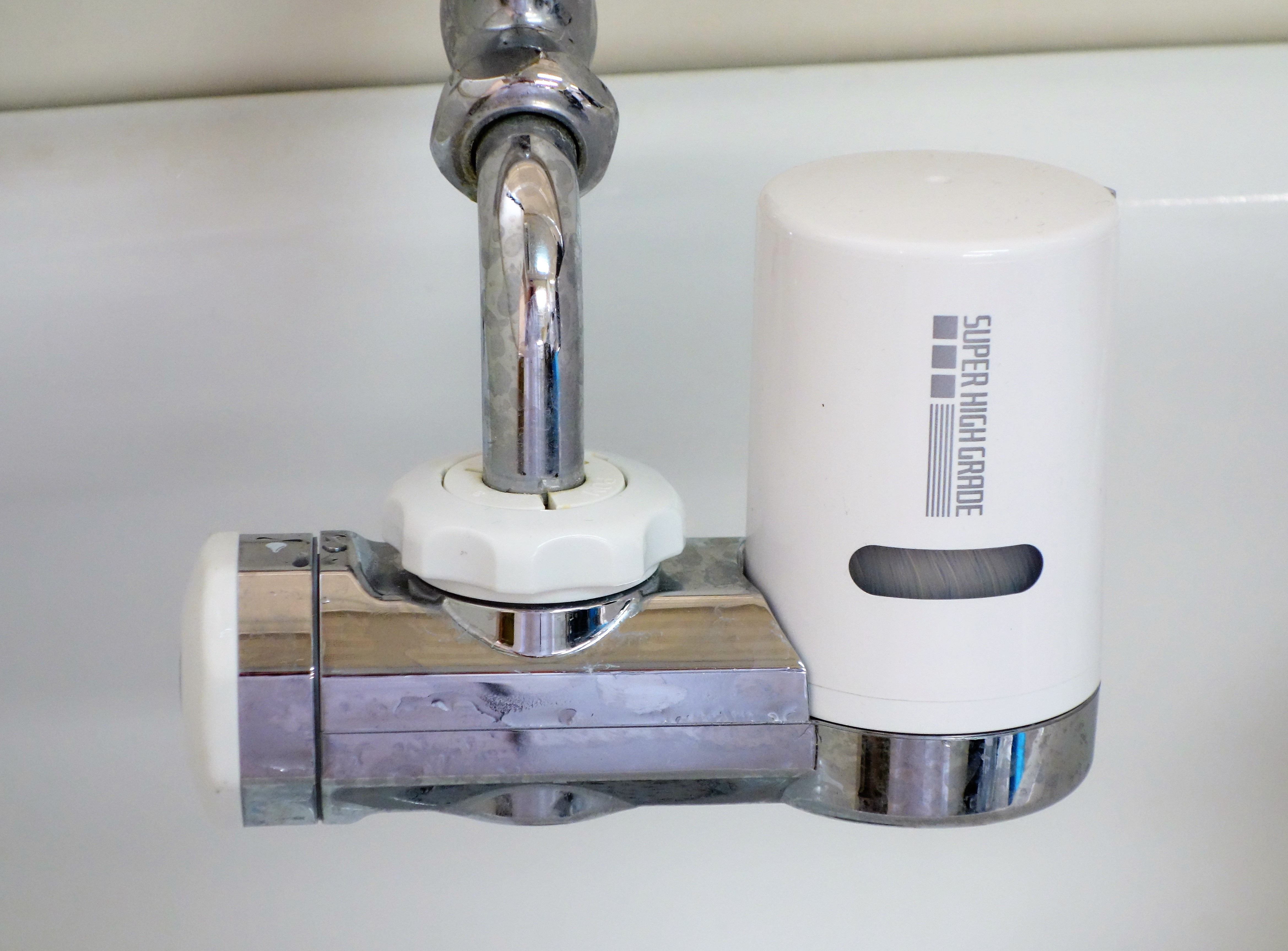
中空糸膜を使用した浄水器。カートリッジ窓より中空糸が観察できるようになっている

中空糸膜（ちゅうくうしまく:hollow fiber membrane）とは、膜の利用形態のひとつで、一端が閉じたストロー状、マカロニ状の膜のこと。
主にカートリッジ式で供給・使用され、単位容積中の膜面積を広く取ることが出来るため、不純物除去つまり精製の目的で家庭用浄水器から産業用、浄水場などで広く利用されている。

## 概要
膜の種類としてはMF膜、UF膜が多い（RO膜はかなり太く、糸というよりひもに見える）。直径・長さは用途により様々で、直径数mmで長さ2m程度の物から0.2mmで長さ数cmのものまで多様である。工場では長い糸のように製造され製品にする段階で切りそろえる。例えば、熱により2倍の長さに溶断し、両端を閉じたものを折り曲げて束ねたのち、樹脂で固めて切断・研磨すると、折り曲げた部分が開口部となる。
中空糸内部が閉塞すると回復困難となるため、原則として外圧式（中空の外側に原水、内側に濾過水）で使用される。
中空糸膜は、コンパクトで安価、比較的低圧で利用できる特長を持つが、破断による濾過不良（ちぎれた中空から原水が侵入する）を生じやすい欠点も持つ。
このため、浄水場などでは膜の破断を早期に検出し、自動的にそのモジュールを系列から切り離す仕組み等が備えられている。

### 用途
浄水器
家庭用浄水器のふたを開けたりのぞき窓からのぞくと、そうめん状の白い中空糸を見ることができる。主に水道水中に含まれる濁りの成分（微細な粒子や雑菌・赤サビなど）を除去する役割を果たす。世界に先駆けて中空糸膜を家庭用清水器に組み込み製品化したのは三菱レイヨンとされている。
排水処理
膜分離活性汚泥法における沈殿分離の代替工程として膜分離が利用されるが、その膜ユニットとして広く用いられる。エアレーションの循環流でたえず揺すられるため物理洗浄効果が期待できる。
脱気
水中の溶存ガスを取り除く方法として、従来は加熱・沸騰や真空減圧が行われてきたが、中空糸膜を利用する技術も普及している。主な用途は大型ボイラーの腐食防止のための溶存酸素脱気だが、水以外にも有機溶剤などに対して利用されている。
給気
水中にガス（二酸化炭素、水素）を添加する場合には、圧力を逆にして給気膜として利用される。伊藤園では、中空糸膜を使用して飲料用水素水を製造している。
細胞培養
動物細胞大量培養において、培地のガス交換手段（酸素供給、炭酸ガス除去）として中空糸膜が利用されている。